# Vasil Levski
Vasil Levski (født Vasil Ivanov Kunchev den 18. juli 1837 i Karlovo, død 18. februar 1873) var en bulgarsk revolutionær, der kæmpede mod Det Osmanniske Riges styre i Bulgarien. Vasil Kunchev var oprindeligt en munk, men blev optaget af modstanden mod osmannerne og og organiserede en modstandsbevægelse. Hans kamp gav ham tilnavnet "Levski" ("Løve" eller "Løveagtig").
Han blev i 1872 tilfangetaget og hængt af tyrkerne den 18. februar 1873.
Levski er i dag nationalhelt i Bulgarien. Bulgariens nationalstadion er opkaldt efter ham. 